# 20213 Saurabhsharan
20213 Saurabhsharan este un asteroid din centura principală de asteroizi.

## Descriere
20213 Saurabhsharan este un asteroid din centura principală de asteroizi. A fost descoperit pe 5 aprilie 1997 la Socorro, New Mexico, în cadrul proiectului LINEAR. Asteroidul prezintă o orbită caracterizată de o semiaxă mare de 2,93 ua, o excentricitate de 0,06 și o înclinație de 2,3° în raport cu ecliptica.